# Stop the Shoppers
Stop the Shoppers ist eine Schweizer Mundart-Band aus dem Kanton Bern.

## Geschichte
Die Brüder Schmidi und Jüre Schmidhauser sowie Andi Hug begannen 1987 als Strassen- und Party-Band in der Schweiz, Deutschland und Frankreich. Noch als einfache Band, die im öffentlichen Raum spielte und dabei die Leute zum Anhalten animierte, entstand der Name «Stop the Shoppers» – «Tragt das Geld nicht zum Supermarkt, gebt es uns – und lebt!». Ihr mit viel sozialkritischem Text vorgetragener Folk-Blues fand schnell viele Zuhörer. 1990 hatten sie in der ehemaligen DDR 12 Konzerte anlässlich eines Kulturaustauschs Bern-Leipzig. Im gleichen Jahr veröffentlichten sie ihr erstes Album Ornig im Land. 1992 wurden Bomber auf dem Sampler Stop FA18 und das Lied Di Strass, won i drann wohne auf dem Sampler Matter-Rock-Homage à Mani Matter veröffentlicht. 1993 folgte das zweite Album Kurt. Schmidi Schmidhausers markante Stimme wurde bald auch ausserhalb von Bern bekannt und zum Inbegriff des neuen Berner Rock. 1994 veröffentlichten sie für den Sampler Ohrewürm 1 das Lied Nüün Elefante und das dritte Album So wi di Grosse erschien. Dieses Album kam bis auf Platz 27 der Schweizer Hitparade und konnte sich dort 3 Wochen lang halten.
1996 folgte eine Tournee mit der holländische Gruppe The Nits und das Album Shoppers, das sich auch wieder in der Hitparade platzieren konnte.
Nach weiteren Alben folgte 2004 zum 30-jährigen Jubiläum der Sendung Kassensturz des Schweizer Fernsehens die Single Blöffer Bländer Burefänger. Zum Kindermärchen «Gschicht vo de nüün Elefante» mit dem Berner Erzähler Timmermahn lieferte Stop the Shoppers den Soundtrack.
Mit Mambogimp erschien 2005 das neunte Album. Auf dem Beatles-Tribute-Sampler Lain Fabular sangen sie auf Rätoromanisch das Lied Tut è spir amur (englisch: All You Need Is Love).
2007 waren sie auf dem Polo-Hofer-Tribute-Album mit dem Lied Rote Wy vertreten. Nach Konzerten auf der 2. Schweizer Rock- und Bluescruise im Mittelmeer und verschiedenen Konzerten in Grenada folgte 2013 das Jubiläumskonzert zum 25. Bestehen der Band im Bierhübeli in Bern.
Seit 2013 ist die Band in einer Schaffenspause. Der Sänger Schmidi Schmidhauser ist mit seiner zweiten Band Chica Torpedo viel unterwegs, andere kamen bei Züri West und Patent Ochsner unter. Das kleine Revival mit wenigen Konzerten in der Schweiz und das 8. Rock & Blues Cruise im Mittelmeer wird nach zweimaliger Verschiebung wegen der Corona-Pandemie endgültig abgesagt.

## Diskografie
Alben
- 1990: Ornig im Land
- 1993: Kurt
- 1994: So wi di Grosse
- 1996: Shoppers
- 1998: Java
- 1999: Campingsalsa
- 2002: Shoppers Live
- 2003: «Super Gringo»
- 2004: Gschicht vo de nüün Elefante (mit Timmermahn)
- 2005: Mambogimp
- 2006: Best Of